# Mouvement du potentiel humain
Le mouvement du potentiel humain (Human Potential Movement) est né au sein de la contreculture des années 1960 aux États-Unis. Il est fondé sur l'idée que des ressources psychologiques et spirituelles, des états supérieurs de conscience ou des expériences transcendantes, transpersonnelles ne sont pas exploitées en l'être humain. À travers le développement de ce potentiel, la vie individuelle serait plus enrichissante, créative et heureuse et des changements sociaux positifs pourraient être espérés. L'Institut Esalen et diverses méthodes de psychothérapies ont été créés à cette époque. 
Cependant, sans efficacité démontrée ni encadrement institutionnel, et très imprégnée d'un spiritualisme confus issu du mouvement New Age, ce mouvement demeure considéré par les scientifiques comme une pseudo-science, et le pouvoir public met en garde contre son potentiel de dérive sectaire.

## Origine
En 1958, Gardner Murphy (1895-1979), psychologue spécialisé en étude de la personnalité et en parapsychologie, publie Human Potentialities. Il traite de sa découverte, de l'émancipation et de l'utilisation du potentiel humain et de trois natures humaines (la biologique, la culturelle, la créative).
En 1960, l'écrivain britannique Aldous Huxley (1894-1963) donne, à l'Université de Californie, une conférence intitulée Human Potentialities :
« Les neurologues nous ont montré qu'aucun être humain n'a jamais utilisé plus de 10 % des neurones de son cerveau. Et, peut-être, si nous entreprenons cette tâche de la bonne manière, nous serons capables de produire des choses extraordinaires en dehors de cette étrange ouvrage qu'est l'homme ».
Selon Elisabeth Puttik, le mouvement du développement humain né d'une réaction d'opposition à la fois aux religions institutionnalisées et contre les modèles dominants en psychologie . Elle considère que le modèle des besoins proposé par Maslow a joué un rôle central dans son essor. Celui-ci suppose en effet que le comportement humain, une fois les besoins de base satisfaits, va être dirigé vers la satisfaction de besoins supérieurs, tels le besoin d'accomplissement et le besoin d'actualisation du soi.
La notion de potentiel humain prend tout son essor quand, en 1962, Michael Murphy (né en 1930) et Dick Price fondent l'Institut Esalen, en Californie ; Michael Murphy est consacré father of the Human Potential Movement. L'année suivante le livre de Joseph Murphy (1898-1981), The Power of Your Subconscious a un grand retentissement ; l'auteur appartient à l'Église de la science divine. George Leonard trouve l'expression Mouvement du Potentiel Humain (Human Potential Movement), qui brille de 1960 à 1980.

## Les écoles du Mouvement du Potentiel Humain
Olav Hammer distingue les auteurs et écoles suivants : 
- Edwin Starbuck (1868-1946) et James Leuba (1868-1946),
- William James (1842-1910)
- Rollo May (1909-1994) (Le courage de créer, 1975)
- les psychanalystes Alfred Adler (1870-1937) et Carl Gustav Jung (1875-1961)

mais surtout 
- l'approche humaniste de Carl Rogers (1902-1987)[8] et Abraham Maslow[9], dès 1957-1958, qui insiste sur les valeurs positives (créativité, bien-être...)
- la psychologie transpersonnelle du même Maslow[10] et de Stanislav Grof[11], à partir de 1969, qui met l'accent sur l'auto-réalisation de soi et la transcendance

## Les techniques
Stanislav Grof donne une liste assez éclectique « en psychothérapie et exploration de soi ». « Utiliser des techniques spécifiques pour mobiliser l'énergie bloquée et transformer les symptômes en expériences est nécessaire lorsque les résistances sont fortes. Hormis les substances psychédéliques, le moyen le plus efficace pour y parvenir est de s'en remettre à des approches empiriques puissantes... Un nombre croissant d'individus dans le Mouvement du Potentiel Humain passent d'une thérapie à l'autre et n'en suivent aucune assez longtemps pour en retirer le moindre bénéfice ». Et d'énumérer : 
- l'abréaction (décharge émotionnelle et motrice libérant d'un traumatisme), recommandée par le jeune Freud (Études sur l'hystérie, 1895)
- la psychosynthèse[13] de Roberto Assagioli (1926) : un individu est engagé dans un processus constant de croissance au cours duquel il réalise son potentiel caché ; Assagioli se concentre sur les éléments positifs, créatifs et gais de la nature humaine et insiste sur l'importance de la volonté
- l'analyse bioénergétique de Wilhelm Reich (La fonction de l'orgasme, 1927)[14] puis d'Alexander Lowen et John Pierrakos), qui combine la psychothérapie et la respiration, les positions, les mouvements et une intervention manuelle directe : le premier, il utilise le « travail sur le corps » (bodywork)
- la mandala-thérapie consiste à tracer un mandala ; elle commence sans doute avec Carl Gustav Jung[15], qui, dès 1929, s'intéresse à ces représentations symboliques des forces cosmiques, courantes dans l'hindouisme et le bouddhisme (Commentaires sur le 'Mystère de la fleur d'or' , 1929) ; Joan Kellog a développé cette thérapie[16]
- la Gestalt-thérapie de Fritz Perls[17] (1951), psychothérapie à la fois psychique et corporelle qui met en avant l'unité de forme et de sens de la personne « ici et maintenant » : l'accent est mis sur la reviviscence des conflits et des traumatismes dans l'instant présent, sur l'introduction de la conscience dans tous les processus physiques et émotionnels et sur l'achèvement des gestalts (organisations) inachevées du passé
- le travail de groupe, dont les « groupes de rencontre » préconisés par Carl Rogers (1970)[18] dans sa « psychothérapie centrée sur la personne »
- l'Imagerie Affective Guidée (Guided Affective Imagery) de Hanscarl Leuner (1954)[19]
- la « thérapie psychédélique »[20] du Maryland Psychiatric Research Center (MPRC), qui administrait du LSD ; dès 1958, Aldous Huxley recommandait « l'administration de LSD dans le cas de cancer en phase terminale, dans l'espoir de rendre la mort plus spirituelle, moins étroitement physiologique »
- Le Rebirthing (Rebirthing-Breathwork), par exemple selon Léonard Orr (dès 1962)[21]
- le Rolfing ou « Intégration structurale avancée », de Ida Rolf (1967)[22], qui consiste à masser les muscles et le squelette, les tissus conjonctifs, pour améliorer le bien-être ou corriger une posture
- la thérapie primale (primal therapy) de Arthur Janov[23] (1970), où le client revit une émotion du passé (en particulier la naissance), une expérience refoulée, qui perturbent sa vie présente
- le jeu de sable (Sandplay) de Dora Kalff (1971)[24]
- la musicothérapie, par exemple l'Imagerie Guidée par la Musique (Guided Imagery and Music) de Helen Bonny (dès 1973).

## Critiques
Le Mouvement du potentiel humain n'a pas de définition institutionnelle ni d'unité disciplinaire, et encore moins de soubassement rationnel : en conséquence, un grand nombre de pratiques et de mouvances sans lien entre elles peuvent être proposées par des individus sous cette bannière. Cette nébuleuse est donc régulièrement pointée du doigt par la commission de l'Assemblée Nationale sur les dérives sectaires (MIVILUDES), avec d'autres courants spiritualistes et méthodes pseudo-thérapeutiques issus comme elle du courant New Age. 